# Георгиевский сельсовет (Оренбургская область)
Георгиевский сельсовет — сельское поселение в Александровском районе Оренбургской области Российской Федерации.
Административный центр — село Георгиевка.

## История
Статус и границы сельского поселения установлены Законом Оренбургской области от 9 марта 2005 года № 1892/320-III-ОЗ «О муниципальных образованиях в составе муниципального образования Александровский район Оренбургской области»

## Население
| 2010 | 2012 | 2013 | 2014 | 2015 | 2016 | 2017 |
| ---- | ---- | ---- | ---- | ---- | ---- | ---- |
| 553  | ↘537 | ↘525 | ↘517 | ↘509 | ↘488 | ↘464 |
| 2018 | 2019 | 2020 | 2021 |      |      |      |
| ↘449 | ↘414 | ↘386 | ↘369 |      |      |      |

## Состав сельского поселения
| № | Населённый пункт | Тип населённого пункта       | Население |
| - | ---------------- | ---------------------------- | --------- |
| 1 | Георгиевка       | село, административный центр | 286       |
| 2 | Каяпкулово       | село                         | 122       |
| 3 | Курпячево        | село                         | 121       |
| 4 | Рощепкино        | село                         | 24        |